# 亞塞拜然民族民主黨

亞塞拜然民族民主黨旗幟

亞塞拜然民族民主黨是亞塞拜然一個已解散政黨，他們是土耳其民族主義行動黨灰狼組織的分支。
黨員伊斯坎達爾·哈米多夫在亞塞拜然人民陣線黨政府出任內政部長。該黨於1995年被禁止，哈米多夫被監禁;然而，該黨在2004年重新成立並於2008年註冊，哈米多夫為黨的領導人後再次運作。該黨以其激烈的泛突厥主義言論和贊成軍事解決納戈爾諾-卡拉巴赫衝突而聞名。
該黨發表聲明，宣佈於2023年4月14日解散。